# Otto Linnemann
Otto Linnemann (* 26. April 1876 in Frankfurt am Main; † 9. Dezember 1961 ebenda) war ein deutscher Glasmaler sowie Wand- und Dekorationsmaler.

## Leben
Otto Linnemann wurde als zweiter Sohn des Architekten und Glasmalers  Alexander Linnemann geboren. Rudolf Linnemann war sein zwei Jahre älterer Bruder. Nach der Schule war Otto Linnemann im Atelier seines Vaters tätig und erlernte das Handwerk der Glasmalerei. Anschließend studierte er Malerei an der Kunstakademie Düsseldorf. Dort war er Schüler von Arthur Kampf, Peter Janssen dem Älteren und Eduard von Gebhardt. 1906–1907 malte er im Auftrag von Friedrich Pützer den Innenraum der Johanniskirche in Mainz aus. 1908–1909 malte er zusammen mit seinem Bruder Rudolf Linnemann die von Friedrich Pützer umgestaltete Bessunger Kirche aus. 1923 verlieh ihm die TH Darmstadt die außerordentliche Professur für architektonische Malerei unter dem Titel Die Farbe in der Architektur, die Linnemann bis 1943 wahrnahm. Linnemann  entwarf auch die Innenausstattung des 1924 errichteten Opel-Mausoleums in Rüsselsheim am Main.
Linnemann war unter anderem mit Joachim Ringelnatz befreundet, der häufiger in Frankfurt weilte.

## Werke

### Glasmalerei in Sakralbauten

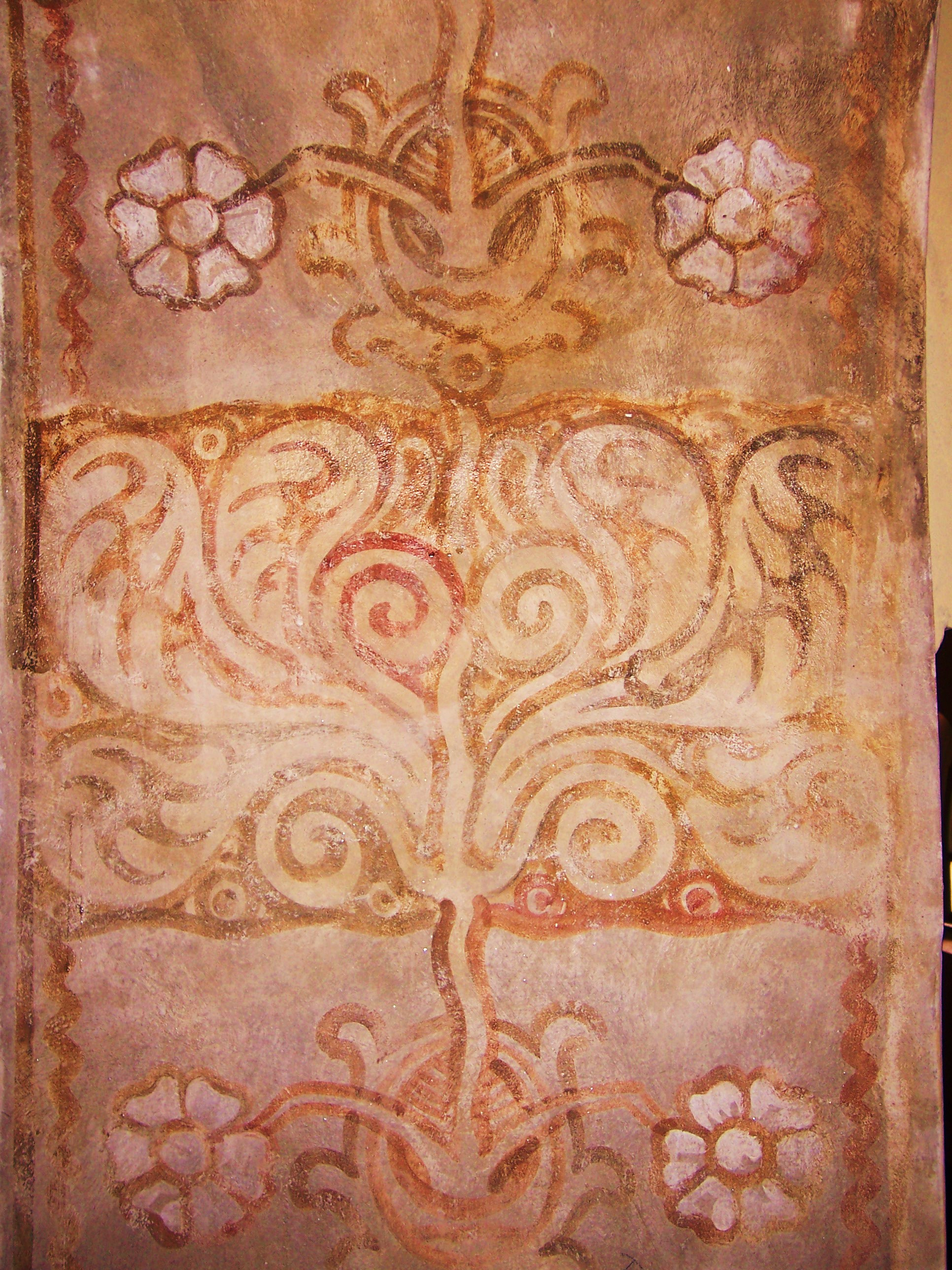
Niederlehme

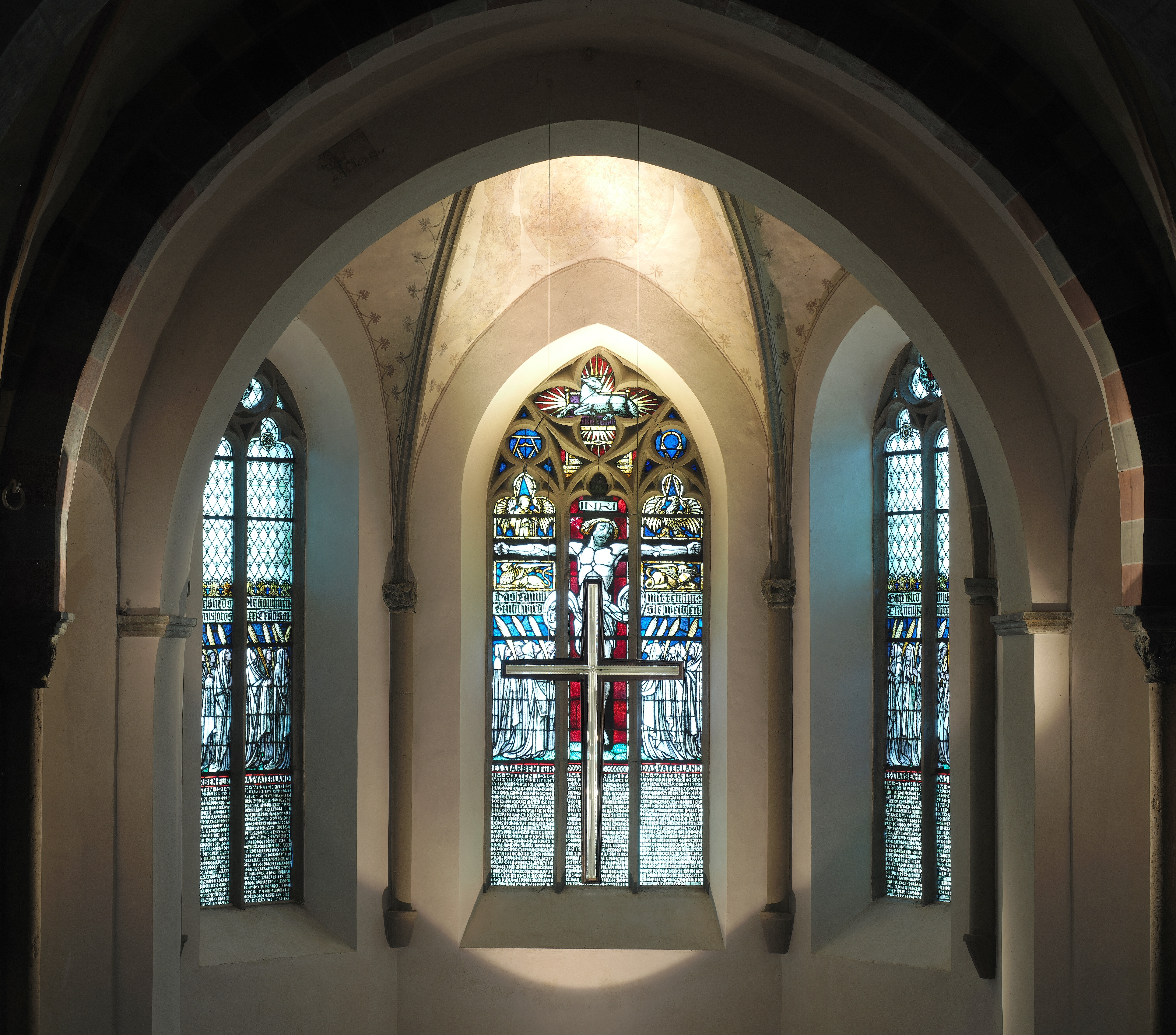
Plettenberg

- Herz-Jesu-Kirche im Luxemburger Bahnhofsviertel[3]
- Kaiserdom St. Bartholomäus in Frankfurt am Main
- Erfurter Dom
- Fritzlarer Dom
- Königsberger Dom
- Naumburger Dom
- Meißner Dom
- Nikolaus-Kirche auf dem Limpertsberg in Luxemburg (Stadt)
- Kolberger Dom
- Erlöserkirche in Bad Homburg vor der Höhe (mit Rudolf Linnemann)
- Stadtkirche in Friedberg (Hessen)
- St. Heinrich Kirche in Uerdingen
- Petrikirche in Kopenhagen
- Kristina-Kyrka in Schweden
- Ev. Kirche Armsheim (Rheinhessen), ehem. Wallfahrtskirche Zum Heilgen Blut Christi von 1431
- Dorfkirche Lennewitz
- Ev. Friedenskirche Wildau
- Schlosskirche in Weilburg
- Ev. Kirche Niederlehme
- Evangelische Kirche St. Johannis (Luckenwalde)
- 1895:–9999 Peterskirche (Frankfurt am Main)
- 1909:–9999 Neue Nicolaikirche (Frankfurt am Main)
- 1923:–9999 Christuskirche (Plettenberg) Chorfenster
- 1925–1932: St. Johannes (Sankt Goarshausen), Hochfenster des Kirchenschiffes[4]
- 1929:–9999 Evangelische Kirche (Sankt Goarshausen), figürliche Fenster im Chor[5]
- Katharinenkirche (Oppenheim)

### Ausmalungen in Sakralbauten
- Ev. Kirche Niederlehme
- Ev. Friedenskirche Wildau
- Ev. Kirche Hohenfinow
- Ev. Kirche Lennewitz
- Ev. Kirche Tornow
- Ev.-luth. St.-Jakobi-Kirche in Peine
- Kath. Maria-Magdalena-Kirche in Czersk (Polen)

### Glasmalerei in Profanbauten
- Rittersaal im Marburger Schloss
- Universität Groningen
- Bahnhof Haydarpaşa in Istanbul

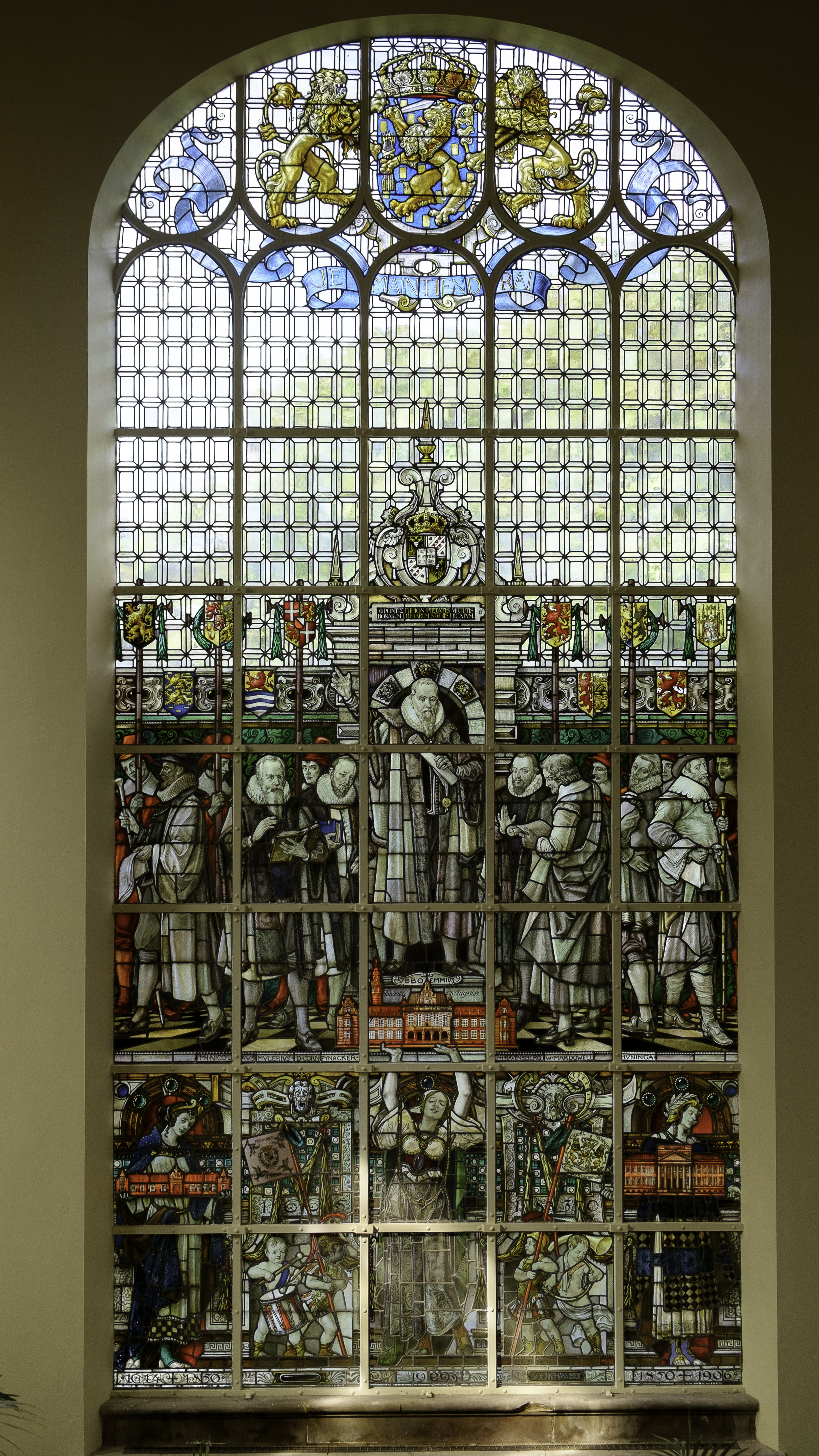
Groningen

- Deutsche Botschaftskapelle in Istanbul

### Ausmalungen in Profanbauten
- Justizgebäude Hanau
- 1909: Landes- und Hypothekenbank in Darmstadt